# Silent Nation
Silent Nation es el noveno álbum de estudio de la banda británica de rock progresivo Asia y fue publicado en el Reino Unido en agosto de 2004 y en Japón en septiembre del mismo año.   Fue republicado en 2010.
Este álbum es el último en el que comparten créditos el vocalista y bajista John Payne y el teclista, líder y fundador de la banda Geoff Downes. Además este disco contiene dos canciones que fueron coescritas por Billy Sherwood, músico y productor conocido por sus colaboraciones con el grupo YES, mientras que la bajista y fundadora de Phantom Blue Kim Nielsen-Parsons aparece como músico invitado en el tema «I Will Be There for You».
Silent Nation fue grabado en el estudio Clear Lake Audio en Los Ángeles, California y fue producido y mezclado por John Payne. Este álbum fue el último en el que participa Payne, ya que los miembros originales de la banda (Wetton, Downes, Palmer y Howe) se reunieron en 2006.
Este álbum es diferente según la región donde fue lanzado, pues la versión japonesa y coreana además de incluir las diez canciones de la versión británica y estadounidense, tiene un tema extra llamado «Rise».
La edición especial de Silent Nation incluye un DVD que contiene un detrás de cámaras de la realización de este álbum de estudio.

## Lista de canciones
| Side one |                           |                                 |          |  |
| N.º      | Título                    | Escritor(es)                    | Duración |  |
| 1.       | «What About Love?»        | John Payne / Geoff Downes       | 5:25     |  |
| 2.       | «Long Way from Home»      | Payne / Downes                  | 6:00     |  |
| 3.       | «Midnight»                | Payne / Downes                  | 6:23     |  |
| 4.       | «Blue Moon Monday»        | Payne / Downes                  | 7:16     |  |
| 5.       | «Silent Nation»           | Payne / Downes                  | 6:04     |  |
| 6.       | «Ghost on the Mirror»     | Payne / Downes / Billy Sherwood | 4:37     |  |
| 7.       | «Gone Too Far»            | Payne / Downes                  | 6:48     |  |
| 8.       | «I Will Be There for You» | Payne / Downes / Sherwood       | 4:09     |  |
| 9.       | «Darkness Day»            | Payne / Downes                  | 6:17     |  |
| 10.      | «The Prophet»             | Payne / Downes                  | 5:15     |  |

### Versión coreana y japonesa
| Side one |        |                |          |  |
| N.º      | Título | Escritor(es)   | Duración |  |
| 11.      | «Rise» | Payne / Downes | 5:05     |  |

### Edición especial
| Side one |                               |          |  |
| N.º      | Título                        | Duración |  |
| 1.       | «The Making of Silent Nation» | 23:46    |  |

## Formación

### Asia
- John Payne — voz principal y bajo
- Geoff Downes — teclados
- Guthrie Govan — guitarra
- Chris Slade — batería

### Músico invitado
- Kim Nielsen Parsons — bajo (en la canción «I Will Be There for You»)